# Борек (Влоцлавський повіт)
Борек (пол. Borek) — село в Польщі, у гміні Любранець Влоцлавського повіту Куявсько-Поморського воєводства.
Населення — 147 осіб (2011).
У 1975-1998 роках село належало до Влоцлавського воєводства.

## Демографія
Демографічна структура станом на 31 березня 2011 року:
|          | Загалом | Допрацездатний вік | Працездатний вік | Постпрацездатний вік |
| -------- | ------- | ------------------ | ---------------- | -------------------- |
| Чоловіки | 79      | 12                 | 57               | 10                   |
| Жінки    | 68      | 7                  | 42               | 19                   |
| Разом    | 147     | 19                 | 99               | 29                   |